# 涅普頓巴西利卡

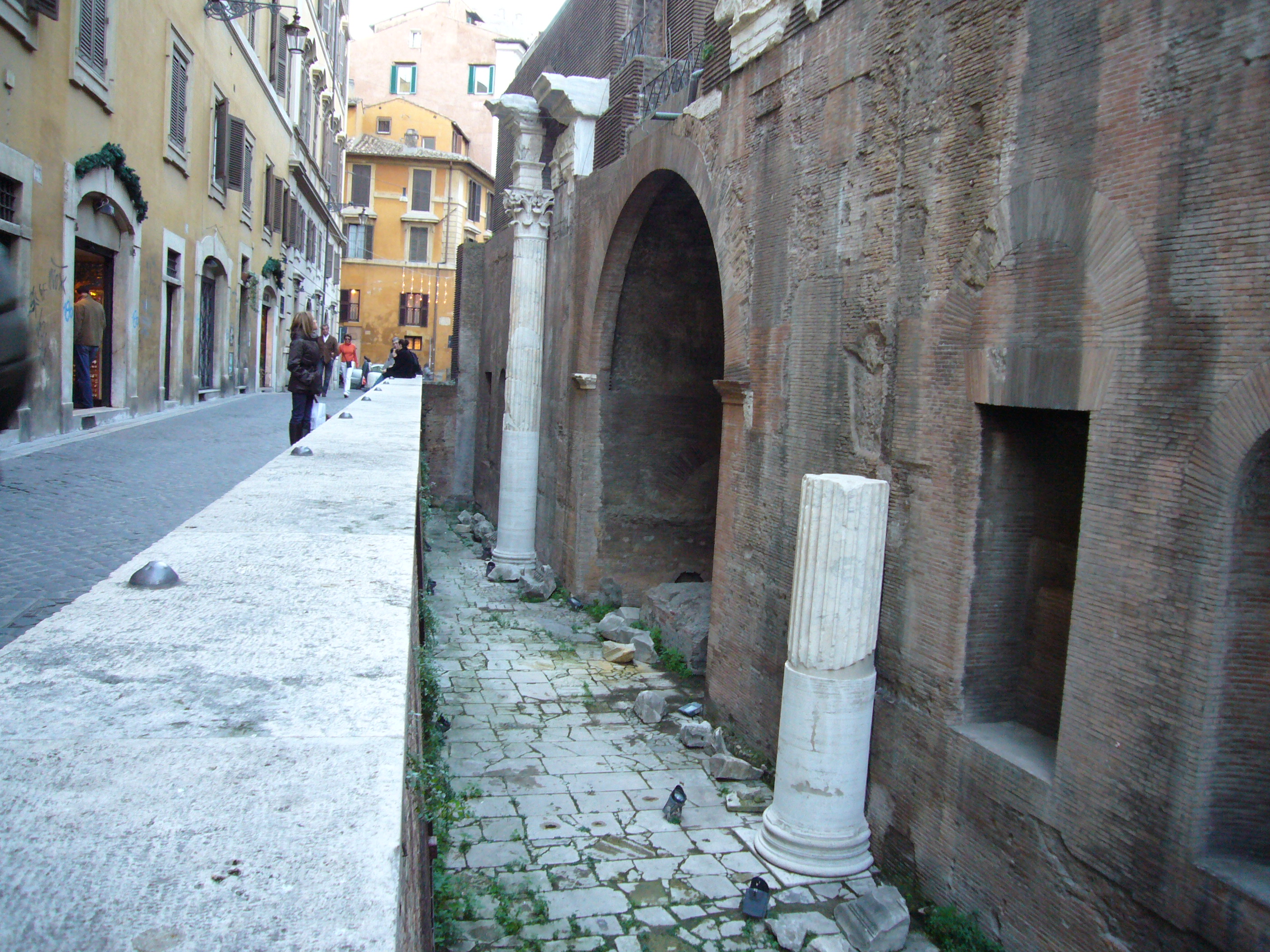
巴西利卡遺跡

涅普頓巴西利卡（拉丁語：basilica Neptuni）是一座位於羅馬的巴西利卡遺跡，獻給涅普頓，請慶祝羅馬在亞克興戰役等戰役的勝利。這座建築靠近萬神殿。在哈德良時期，建築曾經得到修復。曾有人將這座建築誤認為是哈德良神廟。